# Boomkerven

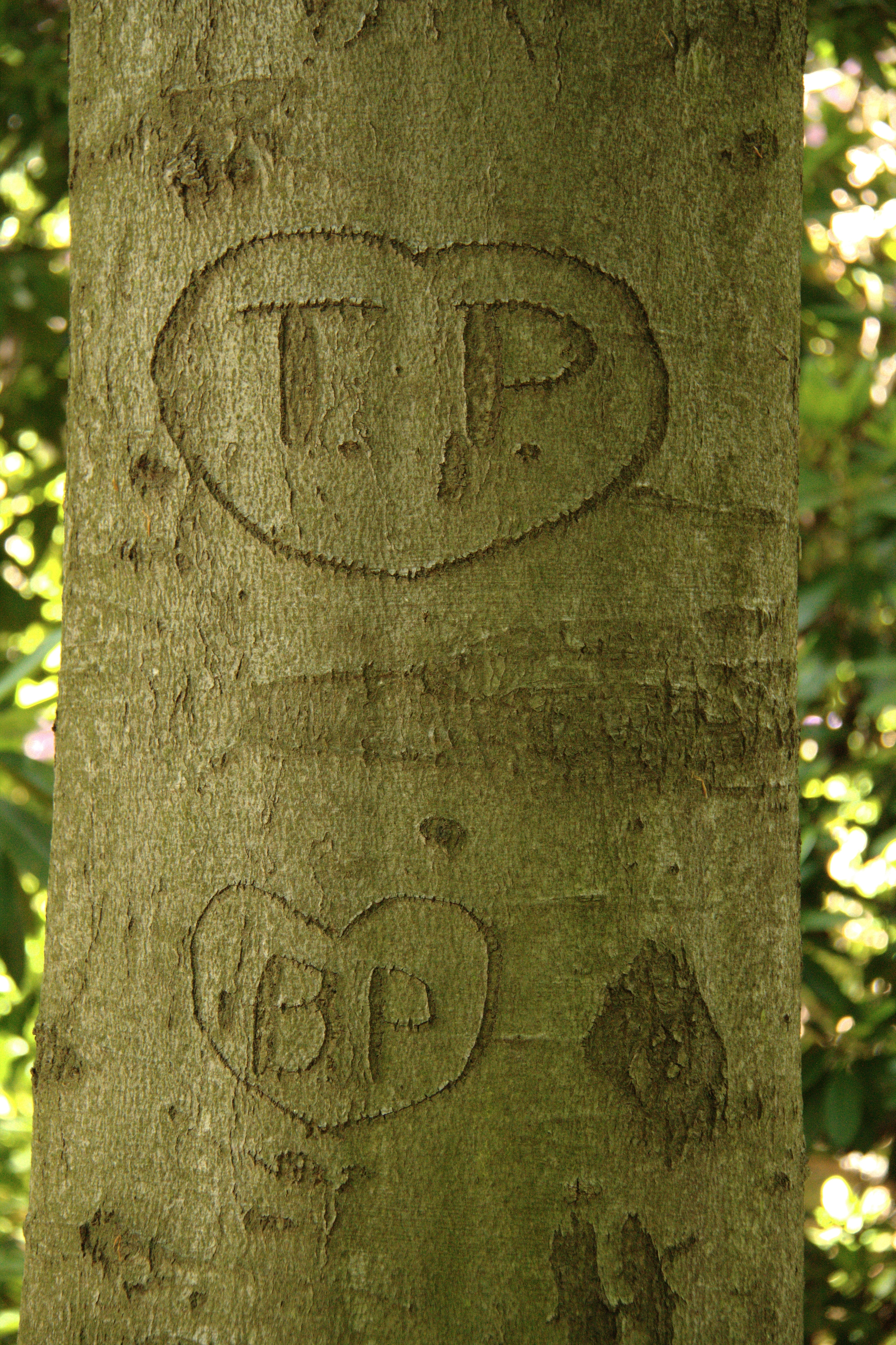
Voorbeeld van boomkerving

Boomkerven is het aanbrengen van letters, teksten, tekens, jaartallen of tekeningen in de schors van een boom.

## Gevolgen voor de boom
Een boom kan, afhankelijk van de verwonding, doodgaan doordat mensen erin kerven. De schors wegsnijden heeft tot gevolg dat de sapstroom wordt beschadigd, evenals het cambium, de groeilaag van de boom. Hoe groter de wond in horizontale richting hoe meer doorsnijding van de sapstroom, hetgeen het afsterven van de gehele boom tot gevolg kan hebben. De hoogte van de ingekerfde tekens verandert niet aangezien een boom vanaf de top verder groeit. Wel wordt de boom steeds iets dikker en zetten de tekens dus uit.

## Culturele significantie
Boomkerven komt overal voor maar de culturele significantie verschilt per plaats. Een bekende variant zijn de zogenaamde arborglyphs, boomkervingen in een populierensoort die door schaapherders van Ierse en Baskische afkomst in landelijke gebieden van de staat Oregon gemaakt zijn, en die tot 200 jaar oud zijn.

## Geschiedenis
De Aitia van Kallimachos, uit de 3e eeuw v.Chr., maakt al gewag van een uiting van liefde gekerfd in een boom. In de Bucolica van Vergilius stelt een personage zich voor hoe zijn liefdes zullen groeien zoals de namen gekerfd in schors met de jaren wijder worden.